# 님라부스
님라부스(Nimravus)는 에오세 초기부터 올리고세의 북아메리카와 유럽에 서식했던 식육목 님라비드과의 중대형 포식자이다. 현재의 고양이과 동물의 근연종이었다. 님라부스의 학명은 1879년에 고생물학자 에드워드 드링커 코프가 명명했다. 후기의 종으로 갈수록 송곳니의 크기가 비대해지는 경향이 나타났다.
님라부스의 체구는 현생 설표나 암호랑이 정도이다. 님라부스의 화석은 대부분 두개골만 발견되어 골격 전체의 정보는 부족하지만 두개골은 많은 내용이 알려져 있다. 두개골은 전체적으로 현생 고양이과 동물과 비슷하지만 치아, 하악골, 청각 융기에 차이가 있으며, 검치는 다른 검치호랑이들과 달리 납작한 모양이다. 검치의 발달이 미약하기 때문에 하악익도 거의 없으며, 하악골은 전체적으로 갸름하지만 대구치가 있는 부위는 상하 폭이 큰 편이다.
님라부스에 속한 종 중 북아메리카 대륙에 서식하던 브라키옵스, 곰포투스, 인터메리두스 등의 종이 유명하다.
한편 이들과 동시대에 살던 소형종인 프로아일루루스가 현행 고양이과와 살쾡이과의 직계조상으로 보고 있다.